# 2040
سنة 2040 م هي سنة كبيسة تبدأ يوم الأحد حسب التقويم الغريغوري.

## أحداث يتوقع حدوثها في هذه السنة
- 8 سبتمبر - محاذاة الكواكب عطارد والزهرة والمريخ والمشتري وزحل والقمر.[1]